# Tessa van Zijl
Tessa van Zijl (Poeldijk, 5 april 1996) is een Nederlandse handbalster die uitkomt in de Duitse Handbal-Bundesliga. Sinds het seizoen 2020/2021 speelt ze voor BVB Dortmund Handball.